# Boccia

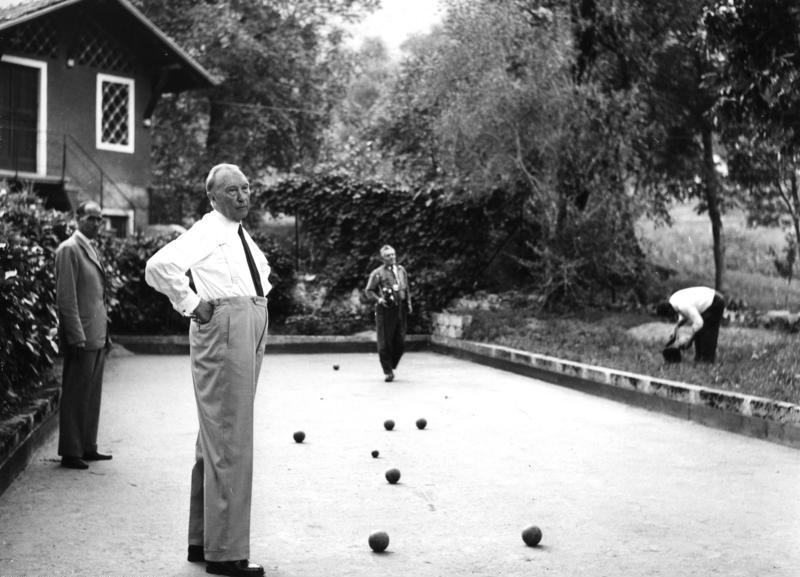
Konrad Adenauer 1958 beim Bocciaspiel in seinem Urlaubsort Cadenabbia

Boccia [ˈbɔʧa] ist die italienische Variante des Boule-Spiels, bei dem es darum geht, seine eigenen Kugeln möglichst nah an eine kleinere Zielkugel (Pallino) zu setzen (platzieren) bzw. die gegnerischen Kugeln vom Pallino wegzuschießen (Raffa oder Volo). Boccia wird den Präzisionssportarten zugerechnet.
Seit 1984 ist eine Form des Boccias unter dem Namen „Boccia“ eine paralympische Sportart, dieser Ableger des Originalspiels wird in der deutschen Sprache als „Hallenboccia“ oder als „Para(-)Boccia“ bezeichnet.
In Italien wird Boccia als bocce oder gioco delle bocce bezeichnet. Italienisch boccia bedeutet „Bocciakugel“.
In Kroatien wird Boccia als boćanje oder auch balote bezeichnet (balota, kroat. für „Bocciakugel“).

## Boccia in Österreich
In Österreich wird Boccia vor allem in den westlichen Bundesländern Vorarlberg und Tirol gespielt. Seit 2019 gibt es auch in Oberösterreich einen Landesverband. Die österreichischen Bocciavereine sind seit 1981 im Österreichischen Bocciaverband zusammengefasst, der amtierende Präsident ist Günter Ill. Der Verband hat rund 400 Mitglieder. Gespielt wird jährlich die Bundesliga als Vereinsbewerb und die Staatsliga als Einzelbewerb. 2019 wurde erstmals die Europameisterschaft in Innsbruck ausgetragen, zum Europameister kürte sich vor heimischen Publikum Niki Natale.

## Boccia in Deutschland

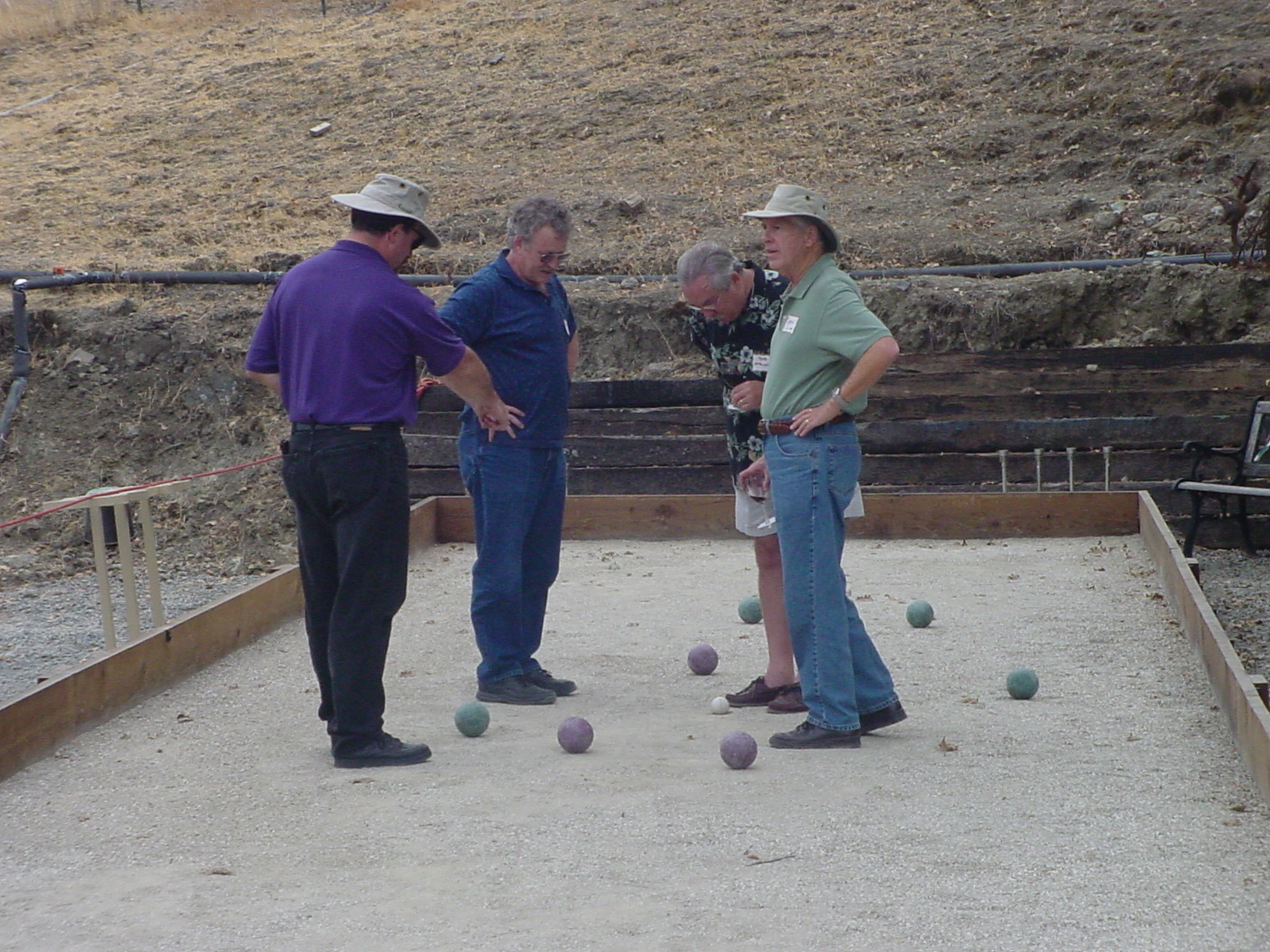
Ende eines Spieles, Zählen der Punkte

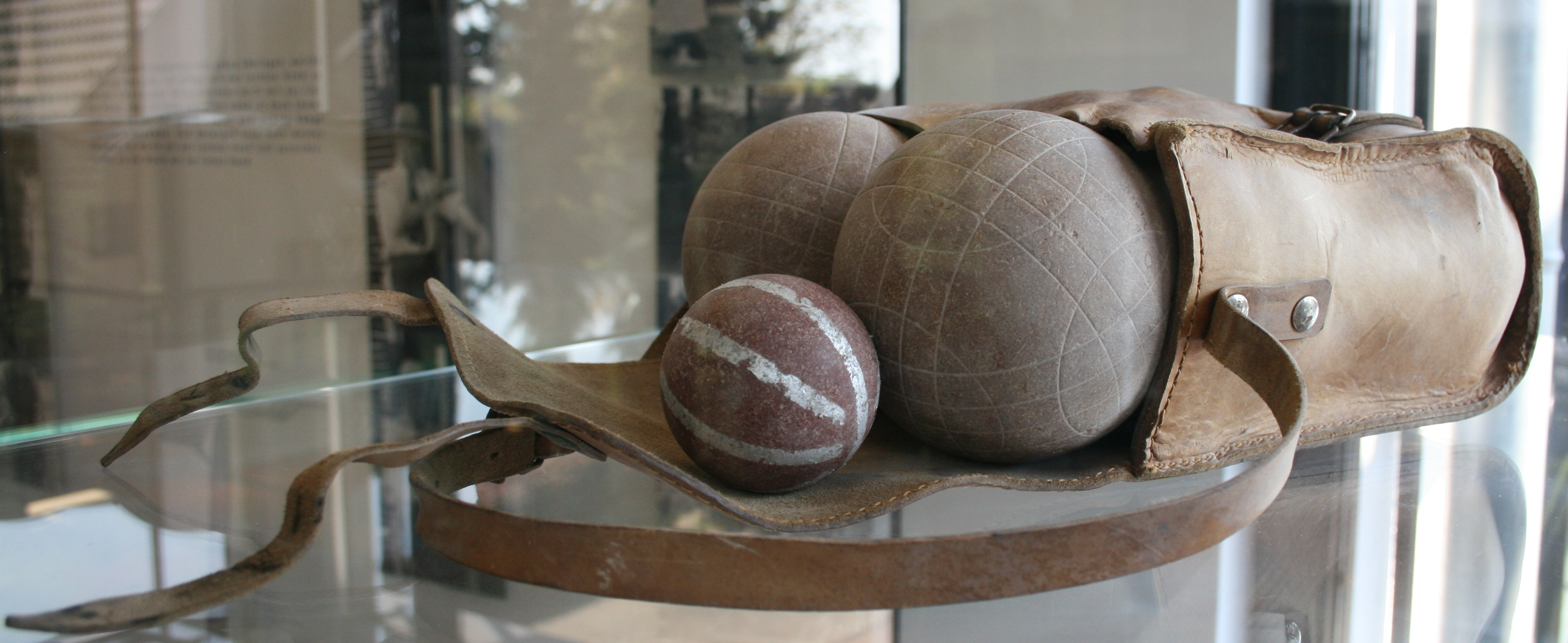
Bocciakugeln in Ledertasche

In Deutschland ist Boccia nicht so weit verbreitet wie in Italien, der Schweiz oder in Österreich. Aber es gibt genügend Boccia-Spieler, die vor allem aus Süddeutschland kommen. Es gibt derzeit 10 Vereine, die dem Boccia Bund angehören.
Der Boccia Bund Deutschland e. V. gehört dem Deutschen Boccia-, Boule- und Pétanque-Verband an.
Der „Boccia Bund Deutschland“ verfügt derzeit über rund 350 Mitglieder, davon spielen 200 aktiv in verschiedenen Ligen. Der amtierende Präsident ist seit 22. Oktober 2022 Jakob Kraus aus Gersthofen. Der Boccia Bund Deutschland unterhält auch Nationalmannschaften (Herren, Damen und Jugend), die an den WM und EM teilnehmen.

## Boccia-Bahn und Kugeln
Anders als in der Freizeitvariante (siehe Boule-Spiel) wird Boccia nicht auf Rasen, sondern „auf ebenem und perfekt nivelliertem Boden gespielt, eingeteilt in vorschriftsmäßigen Bahnen, abgegrenzt durch Umfassungsbretter aus Holz oder anderen nicht metallischen Materialien. Die Höhe beträgt 25 cm, mit einer Toleranzgrenze von +/− 2 cm.“ Die Bahn ist 26,50 m × 4,50 m breit. Sie ist in Abschnitte unterteilt (siehe auch Boulodrome).
Das Pallino und die Kugeln haben vorgeschriebene Maße (siehe Wettkampfkugeln). Für das Auswerfen des Pallino und der Kugeln gibt es genaue Regeln und Abspielpunkte, die Lage der Kugeln muss auf dem Feld markiert werden. Die Kugeln einer Mannschaft (Formation) müssen untereinander gleich sein und sich von der des Gegners unterscheiden. Sie haben einen Durchmesser von 107 mm und ein Gewicht von 920 g; Junioren- und Damenkugeln sind nur unwesentlich verändert (Durchmesser 106 mm, Gewicht 900 g).

## Regeln, allgemein
Boccia als Sport wird in Deutschland nach den internationalen Regeln gespielt. Je nach Anzahl der Spieler pro Mannschaft (Formation) dürfen sie mit einer unterschiedlichen Anzahl von Kugeln spielen:
- beim Einzel (individuale; eins gegen eins) hat jeder vier Kugeln;
- beim Doppel (coppia; zwei gegen zwei) hat jeder Spieler zwei Kugeln;
- beim Dreier (terna; drei gegen drei) hat jeder Spieler zwei Kugeln.Coppia-Spiel in Hard, Österreich

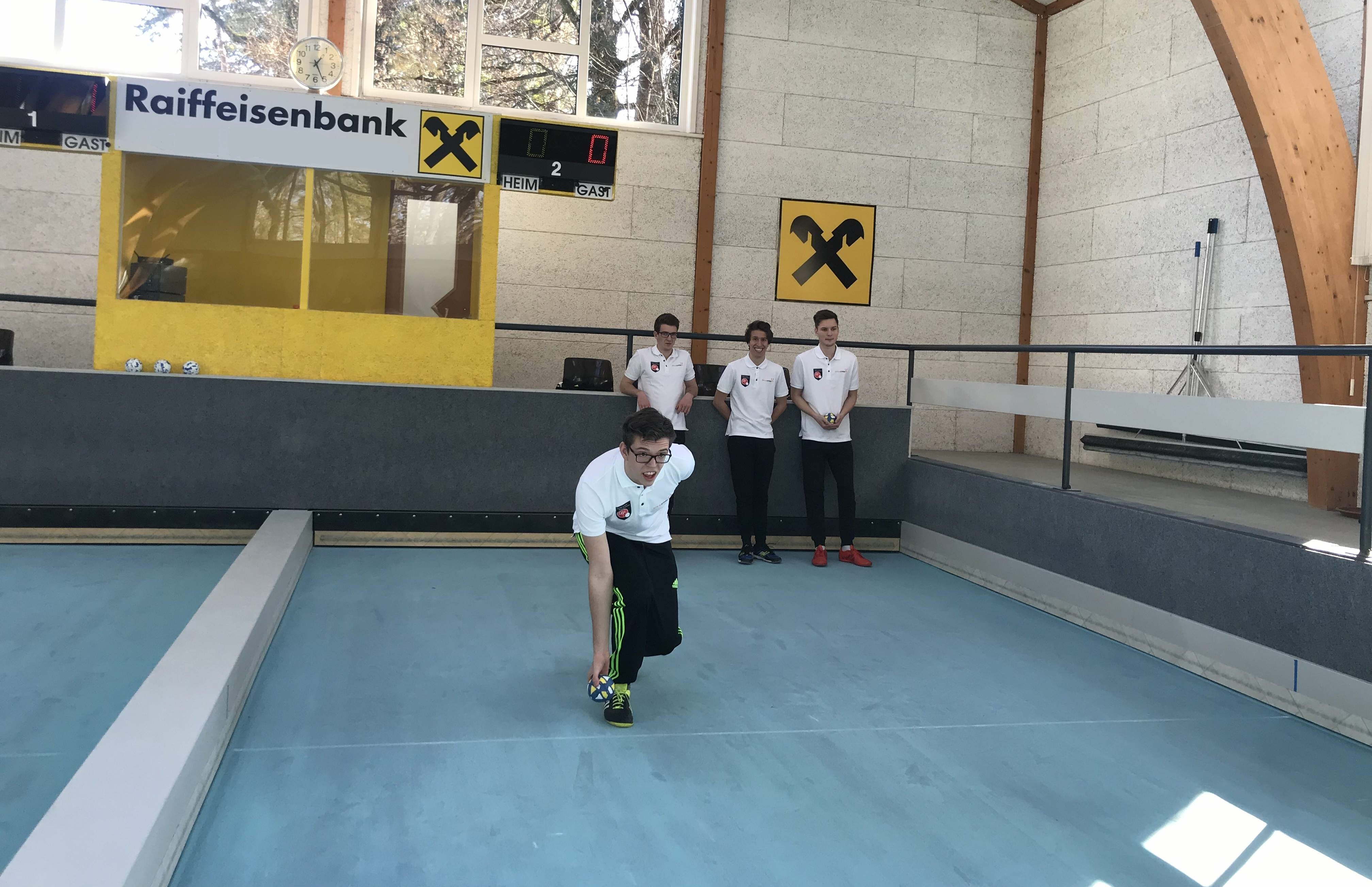
Coppia-Spiel in Hard, Österreich

Nach den internationalen Regeln geht ein Spiel bis 15 Punkte. Seitens des Deutschen Boccia Bundes kann für verschiedene Wettkämpfe auch eine Grenze von zwölf Punkten pro Partie festgelegt werden. Bei internationalen Wettkämpfen wurden 2020 Spiele auch erstmals mit 45 Minuten Spielzeit zeitlich begrenzt.

## Wurfregeln
Es gibt zwei verschiedene Würfe:
- Beim Raffa-Wurf muss die Kugel mindestens über die D-Linie (etwa 7–8 m vom Abwurfpunkt entfernt) geworfen werden. Der Spieler muss ansagen, welche Kugeln (Pallino oder Punktkugel) er treffen will.
- Beim Volo-Wurf, bei dem ebenfalls das Ziel angesagt werden muss, darf die Kugel nur einen begrenzten Teil des Bodens berühren und darf maximal 40 cm vor der Kugel aufkommen.

Liegen Pallino und Kugel(n) näher als 13 cm beieinander, darf unter der Ansage Pallino Kugel(n) und Pallino getroffen werden. Diese Situation muss der Schiedsrichter mit bersaglio ansagen. Nicht den Regeln entsprechende getroffene Kugeln werden zurückgelegt und müssen daher markiert werden. Am Ende eines Spielsatzes (laut deutschen Regeln auch Kehre genannt, italienisch giocata) zählen die Kugeln, die näher am Pallino liegen als die des Gegners, als Punkte; dann wird in die entgegengesetzte Richtung gespielt.

## Boccia bei Special Olympics

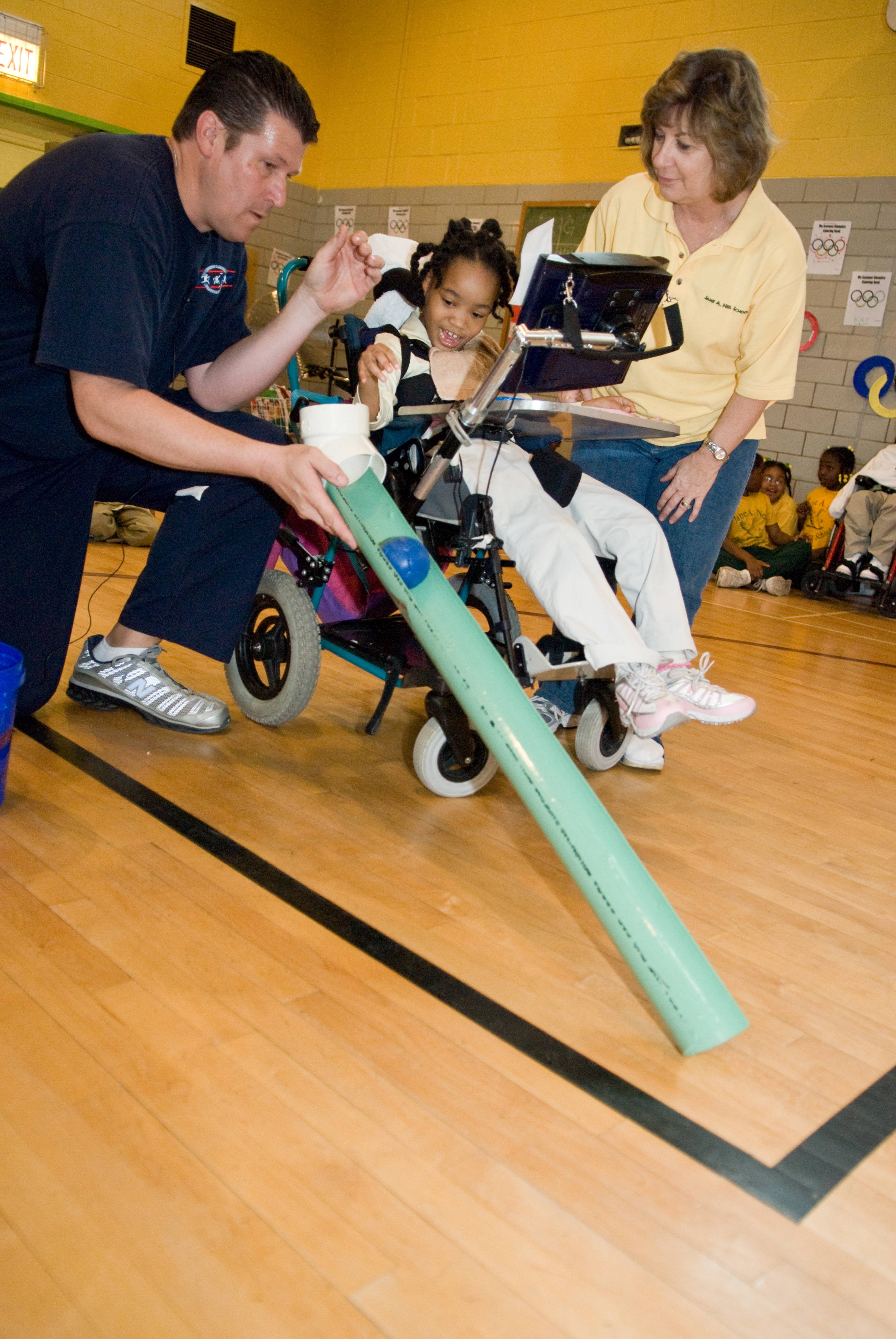
Rampe als Hilfsmittel beim Boccia

Boccia (Special Olympics) orientiert sich an Boccia beziehungsweise Boule und ist eine bei Special Olympics sehr weit verbreitete Sportart. Sie wird dort für Menschen mit geistiger und mehrfacher Behinderung angeboten und ist für Athletinnen und Athleten mit eingeschränkter Mobilität gut geeignet. Damit möglichst leistungshomogene Wettbewerbsgruppen gebildet werden können, werden vor Beginn der Wettkämpfe Klassifizierungsdurchläufe durchgeführt. Diese bestimmen, in welcher Gruppe man startet. Boccia ist seit 1991 bei Special Olympics World Games vertreten.